# Frickius variolosus
Frickius variolosus är en skalbaggsart som beskrevs av Germain 1897. Frickius variolosus ingår i släktet Frickius och familjen Bolboceratidae. Inga underarter finns listade i Catalogue of Life.